# Cividate Malegno
Cividate Malegno era il nome di un comune della provincia di Brescia (Lombardia), esistito dal 1928 al 1947, durante il regime fascista.

## Storia
Il comune di Cividate Malegno fu creato nel 1928 unendo i comuni di Cividate Camuno e Malegno.
Il comune fu soppresso nel 1947, e al suo posto furono ricostituiti i comuni preesistenti di Cividate Camuno e Malegno.